# Grand Forks
Grand Forks é uma cidade localizada no estado norte-americano da Dakota do Norte, no Condado de Grand Forks. Foi fundada em 15 de junho de 1870, e incorporada em 22 de fevereiro de 1881. É a sede do Condado de Grand Forks.

## Geografia
De acordo com o United States Census Bureau, a cidade tem uma área de 52 km², dos quais 51,5 km² cobertos por terra e 0,5 km² cobertos por água.

### Localidades na vizinhança
O diagrama seguinte representa as localidades num raio de 24 km ao redor de Grand Forks.

## Demografia
Segundo o censo nacional de 2010, a sua população é de 52 838 habitantes e sua densidade populacional é de 1 025,17 hab/km². É a terceira cidade mais populosa do estado. A cidade possui 23 449 residências, que resulta em uma densidade de 454,96 residências/km².